# Wheel (電腦科學術語)
「wheel」是指计算机中一类具備最高用戶權限的系統賬戶，可以執行一般用戶不能進行的管理操作。

## 起源
Wheel一詞在1960年代發佈的TENEX（後稱TOPS-20）作業系統中首次出現，源於意為「權力重大者」的英文俚語「big wheel」。
1980年代，隨著TENEX/TOPS-20用戶轉用Unix，Wheel一詞成為Unix文化的一部分。

## Wheel 用戶組
現代的Unix系統通常使用用戶組來管理用戶權限。某些系統（BSD、RHEL/CentOS等）內建有名為Wheel的用戶組，組內的用戶可利用 su 或 sudo 執行管理員指令。Debian家族系統通常則使用名為「sudo」的用戶組達成類似功能。

## Wheel War
管理战（英語：Wheel war）一詞起源於史丹佛大學，在1983年獲《Jargon File》正式收錄，指公用伺服器上有管理員權限的学生之间互相锁定账号，導致混亂的現象。